# Juncus ×kern-reichgeltii
Juncus ×kern-reichgeltii is een nothospecies uit het geslacht rus (Juncus). Het betreft een hybride tussen pitrus (Juncus effusus) en biezenknoppen (Juncus conglomeratus).

## Ecologie
Juncus ×kern-reichgeltii groeit op vochtige tot natte, mesotrofe tot meso-oligotrofe, zwak zure tot zure, basenarme tot basenrijke zand-, leem- veengronden in de volle zon tot in de halfschaduw. Vaak gaat het om plekken die ietwat verstoord zijn.